# Francisco Vicente Cervera
Francisco Vicente Cervera (Móra de Rubiols o Vinaròs, ca. 1690 - València, maig de 1749) fou un prevere, organista i compositor espanyol. Fou organista i mestre de capella del Col·legi del Corpus Christi de València, i organista de la Catedral d'Osca. Va compondre nombrosos salms, i misses a 8 i 12 veus, una Recercada a 3 de dos bajos, bajoncillo y acompañamiento cifrado de órgano, i l'oratori sacre titulat La primera flor del Perú entre penetrantes espinas, y la inocencia atribulada: expresivos símbolos de su vida de Sta. Rosa de Lima. Segons el musicòleg Joaquín Piedra, és un compositor superior als seus contemporanis.